# Bellairsia
Bellairsia – rodzaj drobnych jaszczurek żyjących około 166 milionów lat temu na terenach dzisiejszej Anglii i Szkocji. Rodzaj i gatunek typowy, Bellairsia gracilis, zostały opisane po raz pierwszy w 1998 roku przez Susan Evans na podstawie izolowanych kości ze stanowiska paleontologicznego w Kirtlington (Anglia). Nazwa rodzajowa honoruje prof. Angusa D’A. Bellairsa.

## Materiał kopalny
Okazem typowym jest niekompletna kość zębowa. Do tego samego gatunku przypisano także inne kości zębowe, a także fragment kości szczękowej, kość przedszczękową oraz liczne kości czołowe znalezione w Kirtlington (formacja Forest Marble). W 2020 roku Panciroli i inni przypisali do Bellairsia także dwie kości zębowe znalezione na wyspie Skye w Szkocji (formacja Kilmaluag). Oba stanowiska paleontologiczne są podobnego wieku.

## Budowa
Bellairsia cechuje się delikatną budową szczęk i zębów. Z każdej strony wyrastało przynajmniej 20 zębów. Jej zęby są tępo zakończone, a ich końcówki przypominają dłuto. Kości przedszczękowe nie były ze sobą zrośnięte. Każda miała od trzech do pięciu zębów oraz bardzo wąski wyrostek nosowy. Natomiast kości czołowe są ze sobą zrośnięte u w pełni wyrośniętych okazów. Mają ślady po dużych łuskach głowowych. Cała czaszka u największych osobników szacowana jest na 18 milimetrów długości. Bellairsia była znacznie mniejsza od współwystępującej w Kirtlington Balnealacerta. Skamieniałości tej pierwszej występują też znacznie częściej.

## Pozycja filogenetyczna
Pokrewieństwa Bellairsia z innymi jaszczurkami są trudne do ustalenia ze względu na fragmentaryczność znanych szczątków. Susan Evans zaliczyła Bellairsia do Scincomorpha, a Panciroli i inni uznali ją za bliżej nieokreślonego gada łuskonośnego.

## Środowisko
Okolice Kirtlington 166 milionów lat temu pokrywały liczne subtropikalne laguny. Warstwa, z której znana jest Bellairsia, powstała najprawdopodobniej w warunkach słodkowodnych, na co wskazuje liczna obecność kręgowców typowych dla takiego środowiska (ryby, żaby, salamandry, żółwie, krokodyle, choristodery). Lądowe zwierzęta są o wiele rzadsze, ale wśród nich jaszczurki zdarzają się stosunkowo często. Oprócz nich znaleziono fragmentaryczne szczątki ssaków, dinozaurów, pterozaurów. Bellairsia, podobnie jak większość jaszczurek z Kirtlington, była najprawdopodobniej owadożerna. Liczebność jej szczątków może wskazywać na życie niedaleko zbiorników wodnych. Skały odsłaniające się na wyspie Skye dostarczyły bardzo podobnego zestawu zwierząt, co Kirtlington. Są zapisem słodkowodnych jezior położonych blisko brzegu morskiego lub zamkniętych wysłodzonych lagun. Drobne różnice w zespołach kręgowców między tymi stanowiskami mogą wynikać z trochę innego zasolenia lub odmiennego sposobu pozyskiwania skamieniałości.